# لوسیارا
لوسیارا (به پرتغالی: Luciara) یک منطقهٔ مسکونی در برزیل است که در ماتو گروسو واقع شده‌است. لوسیارا ۲٬۰۵۸ نفر جمعیت دارد.